# Elaine (Saulnier) Thimot
 (mars 2025).
Elaine (Saulnier) Thimot, originaire de la Baie Sainte-Marie en Nouvelle-Écosse, au Canada, est une femme acadienne qui œuvre pour la préservation et l’avancement de la langue, de la culture et du patrimoine acadien. 

## Formation et carrière
Ses premières années au secondaire, elle est éditrice de l'annuaire et du journal de l'école ainsi que présidente du club 4-H,qui lui décerne en 1960 le Leadership Awards du Conseil 4-H du Canada,.
En 1966, elle est diplômée en Arts Ménagers du Nova Scotia Teachers College. Elle exerce pendant quelques années en tant qu'enseignante en Arts Ménagers. En même temps, elle réussit plusieurs cours accrédités en commerce et en histoire acadienne à l’Université Sainte-Anne. Par la suite, elle rejoint son mari dans les affaires et pendant une quarantaine d'années, elle continue sa carrière professionnelle comme femme collaboratrice où elle est responsable de l’administration des affaires du bureau de leurs trois entreprises familiales.
Avant de prendre sa retraite, Elaine est directrice de la Société acadienne de Clare (Nouvelle-Écosse) de 2004 à 2017,,.

## Implication communautaire
Elaine s'implique bénévolement dans diverses activités et s'investit pour la défense de plusieurs causes.
- Pendant 10 ans, elle est directrice du Festival acadien de Clare[9].
- Fondatrice des Danseuses de Clare puis, directrice et fondatrice de la Baie en joie[10].
- Fondatrice du premier comité du Conseil Jeunesse de Clare, et elle est une des fondatrices du Conseil Jeunesse Provincial de la Nouvelle-Écosse (CJP)[11].
- Fondatrice et présidente du Conseil des Foyers-Écoles[12] de Clare,  et parmi celles qui ont créé la Fédération des parents acadiens de la Nouvelle-Écosse.
- Elle obtient la plaque de mérite de la Commission nationale des parents francophones[13].
- Première femme présidente de la Chambre de Commerce de Clare, elle participe au Nova Scotia Chamber of Commerce.
- Secrétaire du Conseil des gouverneurs de l'Université Sainte-Anne.
- Membre de l'Association Madeleine LeBlanc en Clare.
- D'octobre 2020 à septembre 2024, elle est présidente de la Fédération des femmes acadiennes de la Nouvelle-Écosse (FFANE).
- Représentante de la Nouvelle-Écosse dans l'équipe de l'Alliance des femmes de la Francophonie Canadienne[14].
- En 2024, elle est membre du Comité organisateur du Sommet des femmes[15]. Elle siège au comité organisateur du Congrès mondial acadien de cette même année.
- 2025, elle est présidente de la Société historique acadienne de la Baie Sainte-Marie et siège au Conseil Réseau-santé Nouvelle-Écosse au sud-ouest

Ses contributions à la communauté font que son influence est présente au sein de nombreux comités, festivals, associations, fédérations, sociétés, conseils, commissions et instituts. Grâce à elle, le monument de l'Odyssée acadienne a été installé à l'Université Saine Anne en collaboration avec la Société nationale de l'Acadie dans le cadre du 125e anniversaire de l'institution universitaire.

## Prix et reconnaissance
- 1992, elle reçoit la Médaille d'argent commémorative de la Reine Elizabeth II.
- 2005, présidente d'honneur du Festival International de Conte de Clare, le Festival reçoit le Prix Acadie-Québec et le Prix Eloize.
- 2015, présidente d'honneur du Festival Acadien, choisie M et Mme Acadie du festival. Certificat d'honneur de la Fédération culturelle acadienne de la Nouvelle-Écosse (FéCANE)[17].
- Octobre 2017, Elaine Thimot reçoit le Certificat Léger-Comeau de la Fédération acadienne de la Nouvelle-Écosse[18]. La même année, elle reçoit un certificat de reconnaissance de la Société acadienne de Clare.
- Mai 2019, elle reçoit le Certificat Denise Samson (2017-2018) de la Fédération des femmes acadiennes de la Nouvelle-Écosse[19].
- 28 octobre 2021, Adoubement d’Elaine Saulnier-Thimot et de Glenda Doucet-Boudreau par la Compagnie des Cent Associés francophones[20],[21].
- Avril 2021, le certificat May-Bouchard, une reconnaissance provinciale remise par le Regroupement des ainés de la Nouvelle-Écosse[22].
- 2023, Elaine et son mari Gérald Thimot sont choisis Monsieur et Madame Acadie lors du 68e Festival acadien de Clare[23].